# Rui Gonçalves da Câmara (1430–1497)
Rui Gonçalves da Câmara (c. 1430 - 1497) foi o segundo filho de João Gonçalves Zarco, sendo o antepassado de toda a linhagem dos Gonçalves da Câmara, família que possuiu ao longo dos séculos o título de capitão do donatário da ilha de São Miguel, nos Açores.
Com efeito, Rui Gonçalves da Câmara foi feito 3.º capitão do donatário da ilha de São Miguel por carta de 10 de Março de 1474, sendo o primeiro da família Gonçalves da Câmara a exercer o cargo. Exerceu as suas funções até ao falecimento, em Vila Franca do Campo, a 27 de Novembro de 1497.
Nos seus 21 anos de mandato a ilha de São Miguel povoou-se consideravelmente e as povoações principais receberam foral de vila.